# Juan Rodríguez Romero
Juan Rodríguez Romero (* 24. Juni 1947 in Sanlúcar de Barrameda, Provinz Cádiz, Spanien) ist ein spanischer Dirigent, Pianist, Komponist und Hochschullehrer.

## Leben
Rodríguez Romero ist Professor am Conservatorio Superior de Música „Manuel Castillo“ in Sevilla. Er konzertiert international als Pianist und Dirigent und ist ständiger Leiter des Orchesters „Musiziergemeinschaft Mozarteum“ in Salzburg und der „Camerata Austriaca Linz“.
Bei Radio- und Fernsehproduktionen sowie für CD-Einspielungen arbeitete er unter anderem mit Orchestern in Hamburg, Berlin, Salzburg, London, Brüssel, Prag und Budapest zusammen. Seit 2011 ist er Mitglied des ADE-Trios mit Heinz Kraschl (Viola) und Wolfgang G. Haas (Trompeten).
Rodríguez Romero ist Jurymitglied und Leiter des in den Orten entlang des Guadalquivir stattfindenden Musikfestivals „Festival Internacional de Música a Orillas del Guadalquivir“ (FIMOG), des internationalen Klarinettenwettbewerbes in Dos Hermanas und des internationalen Trompetenwettbewerbes in Calvià auf Mallorca.
Er ist Mitglied der königlichen Akademie für schöne Künste „Santa Isabel de Hungria“ in Sevilla und korrespondierendes Mitglied der Real Academia de Bellas Artes de San Fernando, Madrid.

## Werke
- RodWV 1: Rodríguez Romero Klavierwerk Nr. 1, ISMN M-2054-0505-2
- RodWV 2: Drei Lieder über ein Gedicht von García Lorca (Tres Canciones sobre el Poema de la Siguiriya de García Lorca) für Sopran (oder Tenor) und Klavier, ISMN M-2054-0506-9
- RodWV 3: Zwei Burlesken (Dos Burlescas) für Klarinette (oder Flöte), Fagott (oder Violoncello) und Klavier, ISMN M-2054-0507-6
- RodWV 4: Konzert für Klavier & Orchester ISMN M-2054-0536-6P
- RodWV 5: Streichquartett (Cuarteto de Cuerda en tres tiempos). Satzbezeichnungen: Adagio misterioso - Adagio - Rítmico, ISMN M-2054-0535-9
- RodWV 6: El niño y el hombre. Sieben Lieder für Sopran (oder Tenor) und Klavier nach Texten von Vicente Aleixandre, ISMN M-2054-0534-2
- RodWV 7: Caballos, Luz y Mar, ISMN M-2054-0604-2
- RodWV 8: Postludio de luto y laude (In memoriam Manuel Castillo) für Gitarre. Satzbezeichnungen: I. Luto - Trauer, II. Laude - Lobpreis, ISMN M-2054-0679-0
- RodWV 9: „El mar“; „Si mi voz muriera en tierra“ Dos Canciones sobre texto de Rafael Alberti für Sopran/Tenor und Klavier, ISMN M-2054-0921-0

## Auszeichnungen
- Premio Nacional de Composición „Manuel de Falla“
- „Premio de Turismo“ und Goldmedaille (Sanlúcar de Barrameda)
- Namenspatronat „Teatro Municipal Juan Rodríguez-Romero“ in Dos Hermanas (Provinz Sevilla)